# Фудбалски савез Јапана
Фудбалски савез Јапана (енгл. Japan Football Association (JFA), JFA, јап. , транслит. )) је највише управно тело одговорно за администрацију фудбала, футсала, фудбала на песку и е-фудбала у Јапану. Надлежна је за репрезентацију, као и за клупска такмичења.

## Историја
Организација је основана 1921. године као „Фудбалски савез Великог Јапана” (大日本蹴球協会, Даи-Нихон Шукју Кјокаи), а 1921. постала је повезана са ФИФА-ом. Године 1945. назив организације је промењен у „Фудбалски савез Јапана” (日本蹴球協会, Нихон Шукју Кјокаи), његово јапанско име је промењено у садашњи наслов 1975. године. Ово је одражавало уобичајену употребу речи сака (サッカー), изведене од „фудбал“, уместо старије јапанске речи шукју (蹴球; буквално „шутира-лопту“). Реч сака је стекла популарност током после Другог светског рата и окупације Јапана од стране савезничких сила предвођених Сједињеним Државама. Удружење генерално преводи своје име у „Јапанска фудбалска асоцијација“ , иако се такође користи „Јапанска сокерска асоцијација“.
Извор: ЈФА

## Симбол
Симбол ЈФА је Јатагарасу, митски троножни гавран који је водио цара Џинмуа до планине Кумано. Јатагарасу је такође гласник врховне шинтоистичке богиње сунца Аматерасу.